# Vojislav Melić
Vojislav Melić (in serbo Војислав Мелић?; Šabac, 5 gennaio 1940 – Belgrado, 7 aprile 2006) è stato un calciatore jugoslavo.

## Carriera
Debutta da professionista nel 1960 con la Stella Rossa di Belgrado, di cui diventa ben presto uno dei giocatori più importanti, contribuendo alla vittoria del campionato 1963-1964 e della Coppa di Jugoslavia 1964.
All'inizio della stagione 1967-1968 si trasferisce in Francia, al Sochaux, dove gioca per ben sei stagioni.
Nel 1973 si trasferisce in Ligue 2 al Béziers, dove chiude la carriera.
Con la Nazionale jugoslava vanta 27 presenze e 2 gol e la partecipazione ai Mondiali del 1962.

## Palmarès
- Campionati della RSF di Jugoslavia: 1

Stella Rossa: 1963-1964
- Coppe di Jugoslavia: 1

Stella Rossa: 1964